# Temelucha rufescens
Temelucha rufescens là một loài tò vò trong họ Ichneumonidae.